# Brongniartia caeciliae
Brongniartia caeciliae är en ärtväxtart som beskrevs av Hermann August Theodor Harms. Brongniartia caeciliae ingår i släktet Brongniartia och familjen ärtväxter. Inga underarter finns listade i Catalogue of Life.